# Roger Lantenois
 (mars 2021).
La mise en forme du texte ne suit pas les recommandations de Wikipédia : il faut le « wikifier ».
Les points d'amélioration suivants sont les cas les plus fréquents. Le détail des points à revoir est peut-être précisé sur la page de discussion.
- Les titres sont pré-formatés par le logiciel. Ils ne sont ni en capitales, ni en gras.
- Le texte ne doit pas être écrit en capitales (les noms de famille non plus), ni en gras, ni en italique, ni en « petit »…
- Le gras n'est utilisé que pour surligner le titre de l'article dans l'introduction, une seule fois.
- L'italique est rarement utilisé : mots en langue étrangère, titres d'œuvres, noms de bateaux, etc.
- Les citations ne sont pas en italique mais en corps de texte normal. Elles sont entourées par des guillemets français : « et ».
- Les listes à puces sont à éviter, des paragraphes rédigés étant largement préférés. Les tableaux sont à réserver à la présentation de données structurées (résultats, etc.).
- Les appels de note de bas de page (petits chiffres en exposant, introduits par l'outil «  Source ») sont à placer entre la fin de phrase et le point final[comme ça].
- Les liens internes (vers d'autres articles de Wikipédia) sont à choisir avec parcimonie. Créez des liens vers des articles approfondissant le sujet. Les termes génériques sans rapport avec le sujet sont à éviter, ainsi que les répétitions de liens vers un même terme.
- Les liens externes sont à placer uniquement dans une section « Liens externes », à la fin de l'article. Ces liens sont à choisir avec parcimonie suivant les règles définies. Si un lien sert de source à l'article, son insertion dans le texte est à faire par les notes de bas de page.
- La présentation des références doit suivre les conventions bibliographiques. Il est recommandé d'utiliser les modèles {{Ouvrage}}, {{Chapitre}}, {{Article}}, {{Lien web}} et/ou {{Bibliographie}}. Le mode d'édition visuel peut mettre en forme automatiquement les références.
- Insérer une infobox (cadre d'informations à droite) n'est pas obligatoire pour parachever la mise en page.

Pour une aide détaillée, merci de consulter Aide:Wikification.
Si vous pensez que ces points ont été résolus, vous pouvez retirer ce bandeau et améliorer la mise en forme d'un autre article.
Pour les articles homonymes, voir Lantenois.
 (juin 2016).
Si vous disposez d'ouvrages ou d'articles de référence ou si vous connaissez des sites web de qualité traitant du thème abordé ici, merci de compléter l'article en donnant les références utiles à sa vérifiabilité et en les liant à la section « Notes et références ».
Roger Achille Henri Lantenois (né le 4 juin 1910 à Brie-Comte-Robert - mort le 8 janvier 1986 à Clichy) est un haut fonctionnaire, industriel et militaire français, Compagnon de la Libération.

## Biographie
Issu d'une famille de pharmaciens, il fait de brillantes études secondaires à Rouen. En 1929, Roger Lantenois entre à l'École polytechnique et en sort dans le Corps des Ponts et Chaussées après avoir effectué son service militaire au 5e régiment du génie.
Sa carrière d'ingénieur débute à Blois en 1934, où il entretient routes et ouvrages d'art, puis au laboratoire des Bâtiments à Paris. En 1936, il part pour l'Afrique-Équatoriale française, à la direction générale des travaux publics pour s'occuper de l'équipement fluvial, routier et ferroviaire.
C'est à Brazzaville qu'il entend l'appel du Général de Gaulle[réf. nécessaire] et, après le ralliement du Congo à la France libre le 28 août 1940, il se porte volontaire pour les Forces françaises libres (FFL).
Maintenu sur place par le général de Larminat à la direction du 4e Bureau, le lieutenant Lantenois organise la mobilisation sur l'ensemble du territoire. C'est là que le général Leclerc fait sa connaissance et n'a de cesse qu'il vienne le rejoindre au Tchad.
Lantenois rejoint Fort-Lamy fin 1941 et devient chef du 4e Bureau de la colonne Leclerc avec le grade de capitaine.
En février 1942, Leclerc lance une opération de va-et-vient sur le Fezzan. Lantenois, depuis les bases de Faya-Largeau,  prépare et installe des dépôts cachés.
Trois colonnes, par trois itinéraires différents, arpentent le massif du Tibesti avec pour mission de « faire à l'ennemi le plus de dégâts possibles ». Cette campagne est une succession d'attaques, de combats de rencontre, de destructions, partout à la fois. Après la prise de Mourzouk, et la cérémonie du 11 janvier 1943, où les combattants français libres rendent les honneurs sur la tombe de Jean Colonna d'Ornano, la conquête du Fezzan est achevée et l'élan est irrésistible pour atteindre la Méditerranée.
Lantenois continue à exercer ses fonctions comme chef du 4e Bureau avec 4 ou 5 officiers adjoints. Peu à peu, les hommes sont équipés de neuf, les véhicules atteignent le nombre de 4 000, la poignée d'hommes du désert devient la 2e division blindée (2e DB). Du débarquement de Normandie à la prise d'Alençon, à la Libération de Paris, à la bataille de Strasbourg et jusqu'à la ruée sur l'Allemagne, il assure la logistique de la division, comme l'a résumé le général Leclerc dans sa phrase : « Sans lui, sans son action, nous n'aurions jamais parcouru ce long chemin du Tchad à Berchtesgaden »".
Le général de Gaulle, en reconnaissance de ses exceptionnels mérites, le fait Compagnon de la Libération par décret du 24 mars 1945. Roger Lantenois termine la guerre au grade de chef de bataillon.
De 1945 à 1946, il reste à l'État-major général de la Défense nationale à Paris où il prépare la logistique du Corps expéditionnaire en Indochine, puis il étudie le plan d'aménagement économique, urbain et stratégique de la presqu'île du Cap-Vert.
En 1946, il repart pour l'Afrique, à Dakar, où, comme chef de service, il surveille les travaux nécessaires à l'aménagement du grand Dakar. De 1948 à 1956, il est directeur général des Travaux publics de l'Afrique occidentale française, puis inspecteur général des Travaux publics de la France d'outre-mer et enfin Président du bureau central d'équipement pour les territoires d'Outre-mer.
À sa demande, en mars 1956, Roger Lantenois est relevé de ses fonctions au Ministère de la France d'Outre-mer pour entrer à la Compagnie Péchiney. En 1957, à la tête d'une branche de la Société, la FRIA, il présidera à la construction, puis à l'exploitation d'une usine d'alumine de 480 000 tonnes en Guinée. De retour en France en 1963, il réalise le Centre de Recherches de Voreppe, de la conception des programmes à la réalisation des travaux. Promu Directeur de la Compagnie Péchiney en 1966, il coiffe l'organisation et la gestion du groupe jusqu'à son départ en retraite en 1971.
Roger Lantenois est mort le 8 janvier 1986 à Clichy. Il a été inhumé à Amillis en Seine-et-Marne.

## Décorations
- Commandeur de la Légion d'honneur
- Compagnon de la Libération (décret du 24 mars 1945)
- Commandeur de l'ordre national du Mérite
- Croix de guerre 1939–1945 (1 citation)
- Médaille coloniale avec agrafes "Fezzan", "Tripolitaine"
- Presidential Unit Citation (États-Unis)
- Ordre de l'Étoile Noire du Bénin